# Пентасереброевропий
Пентасереброевропий — бинарное неорганическое соединение, интерметаллид
серебра и европия
с формулой EuAg5,
кристаллы.

## Получение
- Сплавление стехиометрических количеств чистых веществ:

{\displaystyle {\mathsf {5Ag+Eu\ {\xrightarrow {722^{o}C}}\ Ag_{5}Eu}}}

## Физические свойства
Пентасереброевропий образует кристаллы
гексагональной сингонии, пространственная группа P 6/mmm, параметры ячейки a = 0,5616 нм, c = 0,4641 нм, Z = 1,
структура типа пентамедькальция CaCu5
.
Соединение образуется по перитектической реакции при температуре выше 722 °C.